# Colchicum tuviae
Colchicum tuviae är en tidlöseväxtart som beskrevs av Naomi Feinbrun. Colchicum tuviae ingår i släktet tidlösor, och familjen tidlöseväxter.
Artens utbredningsområde är Israel. Inga underarter finns listade i Catalogue of Life.

## Bildgalleri

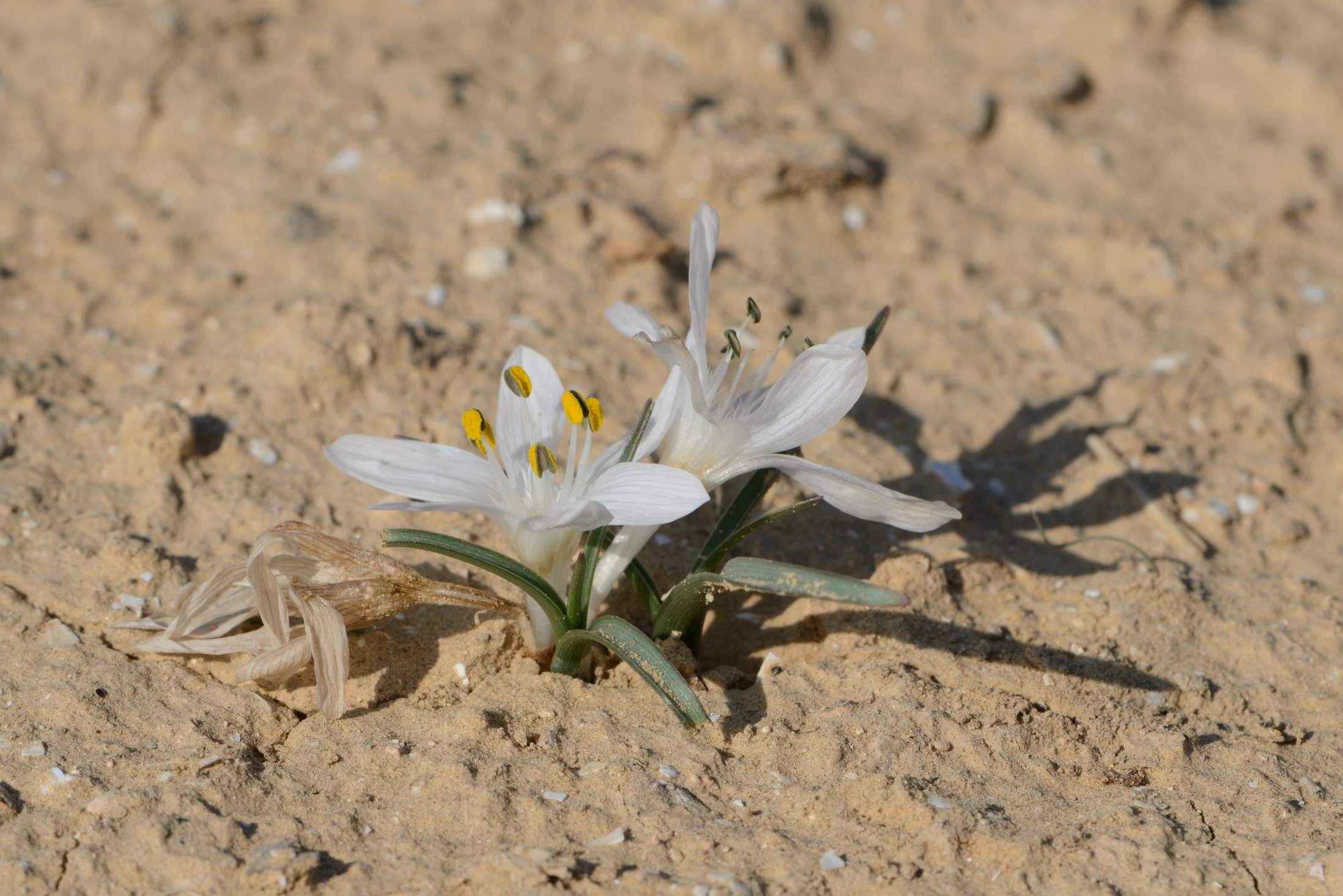
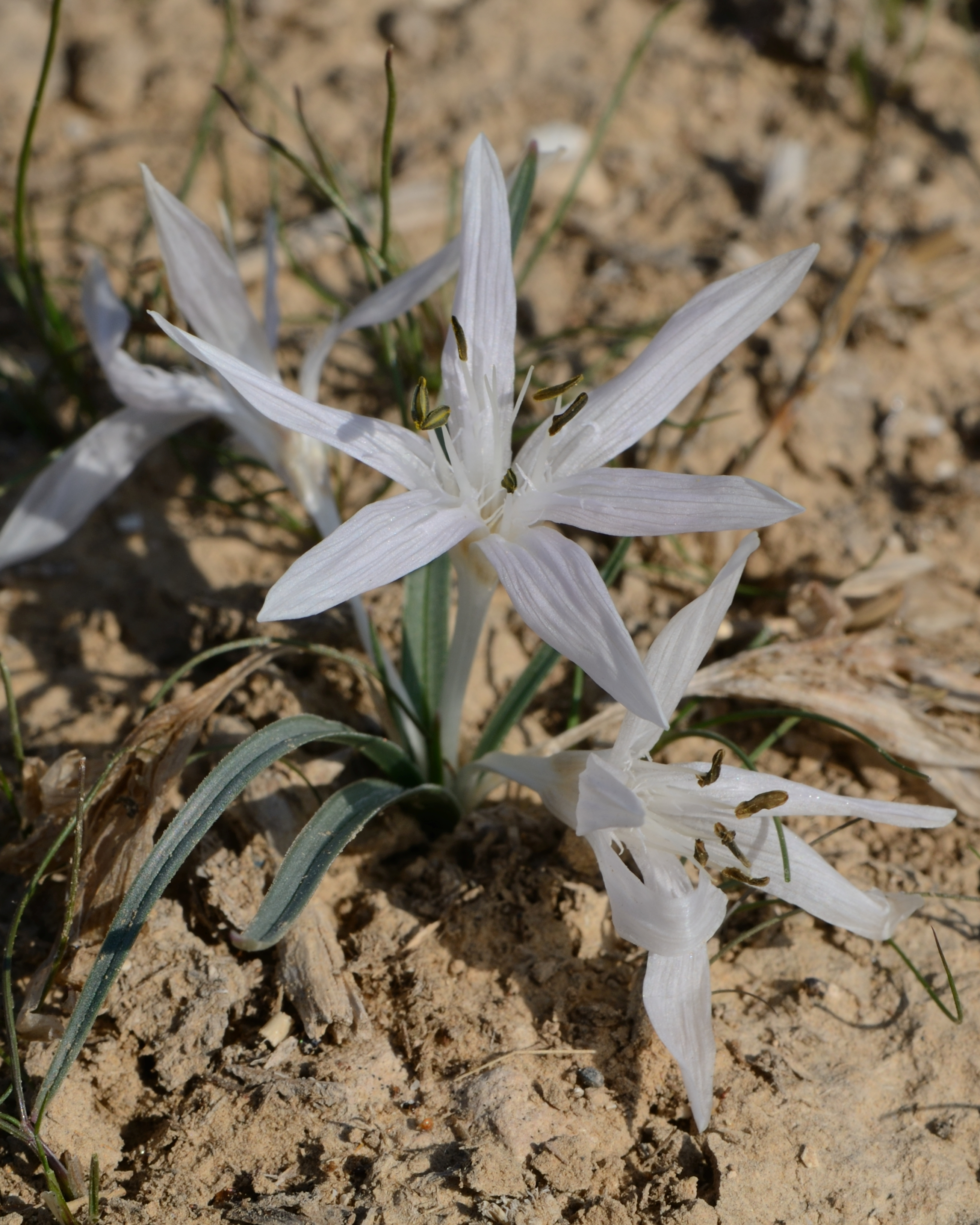
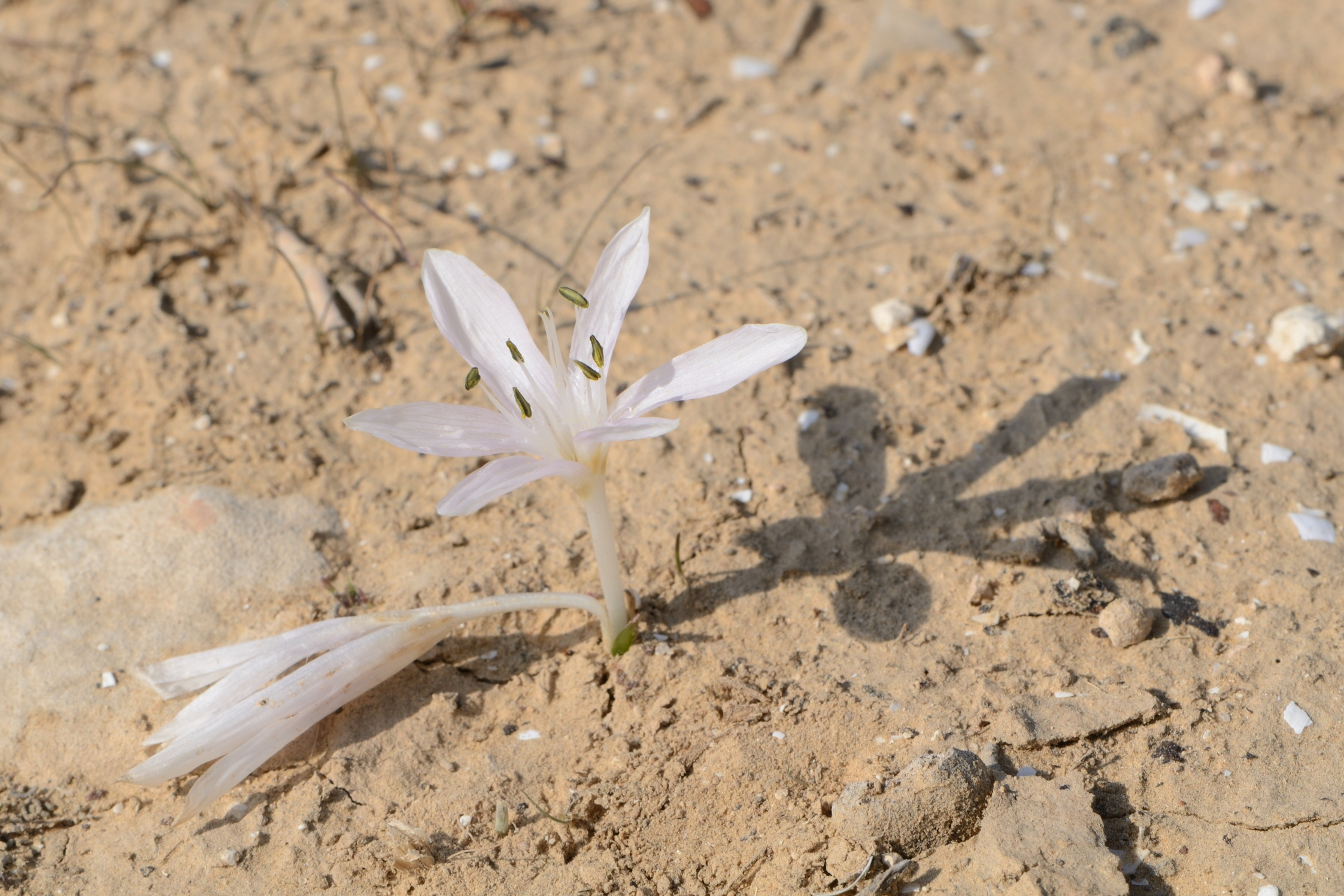